# Stephen Hales
Stephen Hales (ur. 17 września 1677 w Bekesbourne (hrabstwo Kent), zm. 4 stycznia 1761 w Teddington (hrabstwo Middlesex)) – angielski botanik, fizjolog, chemik i wynalazca. Zasłynął jako pionier eksperymentalnej fizjologii.

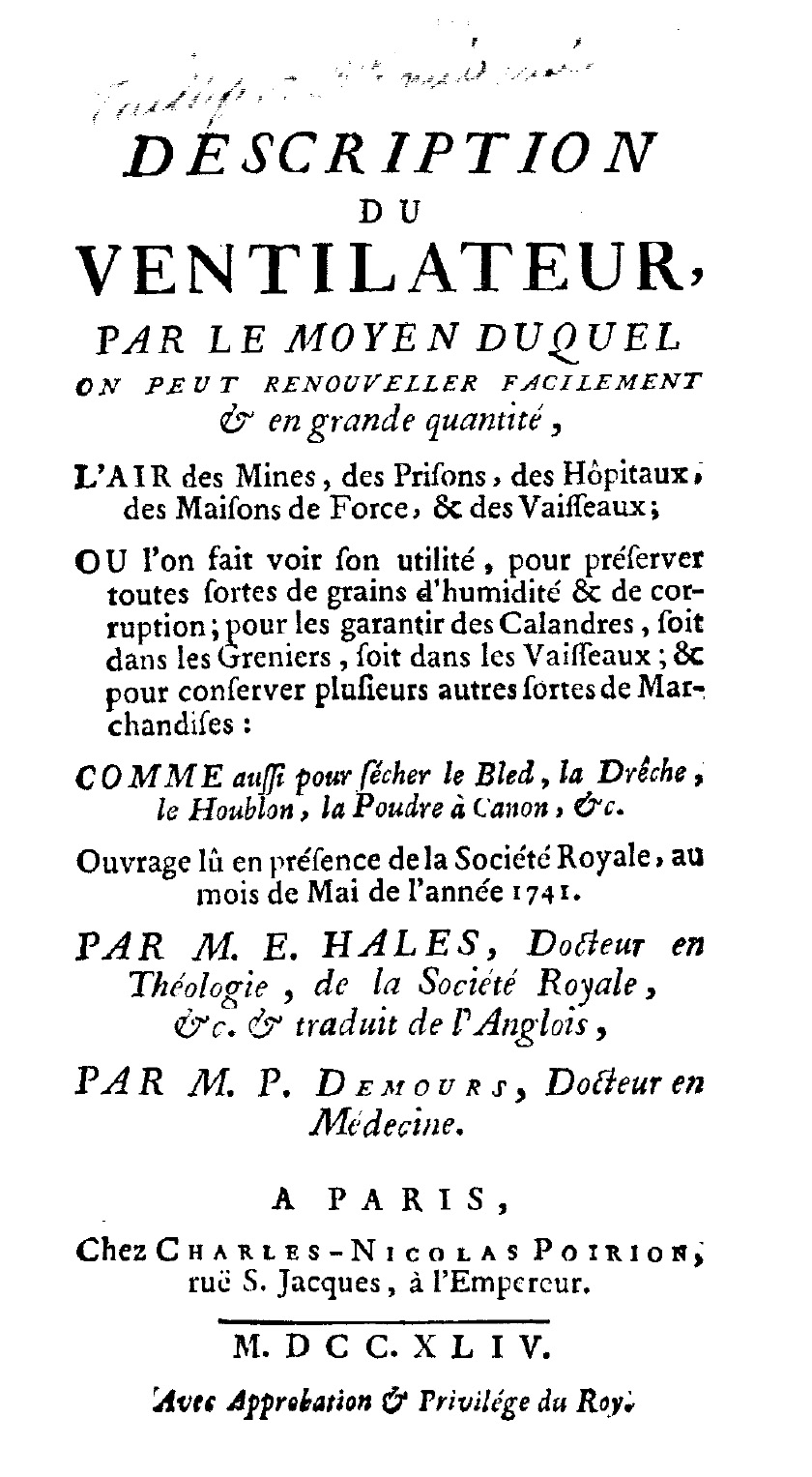
Description du ventilateur (Description of ventilators), 1744

## Życiorys
Ukończył kolegium Corpus Christi na Uniwersytecie Cambridge, którego później był wykładowcą . Zajmował się „pneumatyką i hydrauliką” roślin. W 1727 roku opisał zjawisko parcia korzeniowego opartego na zjawisku osmozy, w którym woda przepływa od miejsc o słabym stężeniu soli mineralnych do miejsc z dużym stężeniem soli mineralnych (z tym, że rola tego mechanizmu jest kwestionowana – patrz transpiracja). Hales pokazał także, że rośliny „absorbują powietrze”. Hales wynalazł wentylator, dzięki któremu zwiększono prawdopodobieństwo przeżycia w szpitalach lub statkach w sytuacjach zmniejszonej wymiany powietrza, oraz prototyp sfigmomanometru. Prowadził też badania dotyczące krwiobiegu.
W roku 1739 zdobył Medal Copleya .
Ważniejsze dzieła: Vegetable Statics (1727), Hemastatics (1733).